# Die Tote von Beverly Hills (Film)
Die Tote von Beverly Hills ist ein deutscher Kriminalfilm mit satirischen Untertönen aus dem Jahre 1963. Er entstand nach einer Romanvorlage von Curt Goetz, der dieses Werk in seiner kalifornischen Emigration während des Zweiten Weltkriegs verfasste.
Der Film gleicht in weiten Teilen einem spaßigen, filmexperimentellen Happening, in dem inszenatorische Verfremdungsideen und zum Teil unlogische Handlungsstränge Teil des Regiekonzepts wurden. Manche Protagonisten, deren Bedeutung nicht ganz klar wird, tauchen plötzlich auf und verschwinden ebenso wieder unvermutet. Absurde, szenische Einfälle dienen weit weniger dazu, die Mördersuche voranzutreiben, als vielmehr den American Way of Life à la Hollywood mit seinen blitzblanken Vorgärten und den großzügigen Swimmingpoolanlagen zu karikieren und zugleich als Gegenentwurf der bundesrepublikanischen Kleinbürgerrealität der späten Adenauer-Jahre entgegenzustellen.

## Handlung
Ein gewisser C. G. entdeckt in einem kleinen Waldstück in der Gegend von Beverly Hills ein totes Mädchen. Die Leiche ist unbekleidet, es handelt sich dabei um die siebzehnjährige Lu Sostlov. Alles deutet darauf hin, dass hier ein unschuldiges, junges Mädchen mit einer blütenreinen Vergangenheit ermordet wurde. Der Detektiv Ben nimmt die Ermittlungen auf. Bald aber geben die ersten Untersuchungsergebnisse ein ganz anderes Bild von der Toten von Beverly Hills wieder. Ihr Tagebuch verrät, dass Lu mitnichten die Unschuld vom Lande war, sondern dass sie vielmehr ein ausgesprochen abwechslungsreiches Liebesleben geführt hat. Hinweise verdichten sich überdies, dass sie außerdem nicht einmal siebzehn, sondern erst vierzehn Jahre alt war. In Rückblenden wird das „verruchte“ Liebesleben der Toten rekonstruiert und aufgerollt.
Die Liste der im Tagebuch aufgeführten Liebhaber Lus ist lang. In ihren jungen Jahren hatte das promiske Mädchen unter anderem bereits eine Affäre mit einem wohlhabenden Maler, Dr. Steininger, dann mit Peter de Lorm, einem noch sehr jungen, aufstrebenden Drehbuchautor aus Deutschland, und dem bekannten Wagner-Tenor Swendka. Und was ist mit diesem ominösen C. G., einem Schweizer Schriftsteller, der „ganz zufällig“ die Tote entdeckt hatte? Auch er findet Erwähnung im Tagebuch. Nicht zu vergessen Lus gehörnter Ehemann, ein in die USA emigrierter, exiltschechischer Archäologe. Ein Großteil der Spuren, die Lus Nymphomanie bei ihren Liebhabern hinterlassen hat, führen zugleich ins Nichts. Dann aber führt eine ganz heiße Spur Ben nach Las Vegas zu den tanzenden Tiddy Sisters, die dort jeden Abend in Unterhaltungsshows auftreten. Es stellt sich heraus, dass sie Rivalinnen der Toten waren und sie auf dem Gewissen haben.

## Produktion
Gedreht wurde im Oktober / November 1963 auf mehreren Straßenzügen und Highways in Beverly Hills, in einer Wüste nahe Palm Springs sowie in Las Vegas. Mit im Gepäck hatte der Produzent Hansjürgen Pohland ein Empfehlungsschreiben von Willy Brandt, dem damaligen Berliner Bürgermeister.
Der Film erlebte am 9. April 1964 seine Uraufführung in München und lief wenige Wochen später als deutscher Wettbewerbsbeitrag bei den Internationalen Filmfestspielen von Cannes. Die Tote von Beverly Hills war das Spielfilmdebüt des auf Fernseh-Unterhaltungsshows spezialisierten Regisseurs Michael Pfleghar. Mit den Gesamtkosten von etwa 1,2 Mio. DM war dieser Film für ein im hochpreisigen Ausland zu realisierendes Kinoprojekt recht schmal budgetiert. Für 100.000 DM kaufte Produzent Hansjürgen Pohland der Goetz-Witwe Valerie von Martens die Filmrechte ab.
Auf Pohlands Anweisung hin erfolgten die Dreharbeiten vor Ort zumeist heimlich und ohne Lizenzen, um sich die teuren Drehgenehmigungen zu ersparen. Pohland und seine Crew hätten sich, wie die Beverly Hills Times schrieb, „ohne jede Erlaubnis in Hollywoods Hinterhof geschlichen“. Dies tat Pohland außerdem, weil die in den USA verpflichtende Beschäftigung von gewerkschaftlich organisierten Filmmitarbeitern die scharf kalkulierten Produktionskosten gewaltig in die Höhe getrieben hätte.

## Kritik
„Mit modischen Verfremdungen und ambitionierten Stilübungen durchsetzte Verfilmung des gleichnamigen Romans von Curt Goetz, der die Klischees des amerikanischen Kriminalromans auf den Arm nimmt. Das dekadente High-Society-Milieu wird eher genüsslich ausgekostet als karikiert, die gesellschaftskritischen Seitenhiebe bleiben folgenlose Spielerei.“

„Hinreißend verspielte, elegante, erotische, mit originellen visuellen Einfällen jonglierende Satire auf die High Scociety [sic!] und Krimis von TV-Regisseur Michael Pfleghar („Bel ami 2000“), der die in Hollywood und Arizona spielenden Szenen im Guerilla-Verfahren drehte, da er keine offiziellen Drehgenehmigungen hatte.“

Kay Wenigers Das große Personenlexikon des Films erinnerte daran, dass in der Regel Pfleghars „Curt-Goetz-Verfilmung „Die Tote von Beverly Hills“ […] mit mildem Wohlwollen aufgenommen“ wurde.
Thomas Groh schrieb anlässlich der DVD-Veröffentlichung einer neu abgetasteten und restaurierten Fassung im Tagesspiegel: „Im Grunde beruht Die Tote von Beverly Hills auf der Formel: Papas Kino minus piefige Mehlspeisigkeit plus Neuer Deutscher Film minus Oberseminar. ( ... ) Zwischen diesen Polen des BRD-Kinos wirkt der Film wie ein irrlichternder Solitär mit Freude am Spiel mit filmischen Formen und Tonfällen. Mal erinnert er an eine ausgelassene osteuropäische Komödie, dann wieder an die Nouvelle Vague, schließlich an die lässigen Pop-Art-Komödie jener Zeit. ( ... ) Dass er als einer der schönsten deutschen Farbfilme der 60er über weite Strecken in Schwarz-Weiß gedreht ist, gehört dabei zum Programm, ständig Erwartungen zu unterlaufen.“